# Shaggy Rogers
Norville "Shaggy" Rogers è un personaggio immaginario della serie televisiva d'animazione Scooby-Doo prodotta dalla Hanna-Barbera. Insieme a Scooby-Doo, è l'unico a essere apparso in tutte le serie del cartone animato.

## Caratteristiche del personaggio
Il personaggio è rappresentato come un ragazzo molto alto e allampanato con gli occhi neri, dei folti capelli castani chiaro arruffati e una incolta barbetta sulla punta del mento, vestito generalmente con una t-shirt verde e dei larghi pantaloni marroni, perennemente accompagnato dal suo cane, Scooby-Doo, che tratta come se fosse un essere umano. Caratteristica distintiva del personaggio è la sua passione per il cibo. Difatti lo si vede continuamente mangiare qualcosa e, anche nel bel mezzo delle indagini investigative, viene facilmente distratto dalla vista o dall'odore di cibo. Nonostante l'insaziabile appetito, Shaggy è sempre tuttavia rappresentato come magro allampanato, fatto che nel film Scooby-Doo e il terrore del Messico viene giustificato come conseguenza di un metabolismo molto rapido.
Altro aspetto caratteristico del personaggio è la sua codardia. Shaggy alla sola apparizione del mostro di turno viene preso dal panico e si esibisce in fughe spericolate e esilaranti assieme a Scooby, spesso riuscendo - involontariamente - a far cadere in trappola gli antagonisti. Una delle gag più ricorrenti di Scooby-Doo sono le grottesche maniere con le quali Shaggy e Scooby tentano ogni volta di sfuggire ai loro inseguitori, nascondendosi negli spazi più improbabili o costruendo barricate con tutto ciò che capita loro sotto mano. In un episodio di Le nuove avventure di Scooby-Doo lo si scopre inoltre essere campione nazionale di minigolf.

### Parenti
Un cliché narrativo ricorrente della serie mostra i personaggi protagonisti ospiti di parenti in località dove si trovano a risolvere qualche mistero; per questo motivo in diverse puntate sono stati mostrati alcuni componenti della famiglia Rogers:
- Samuel Chastain Rogers: Il padre di Shaggy, è un poliziotto residente a Plymouth.
- Wendy Rogers: la madre di Shaggy, vive col marito a Plymouth.
- Maggie "Shugy" Rogers: la sorella di Shaggy.
- Wilfred: il fidanzato/marito di Maggie, e dunque cognato di Shaggy.
- Gaggy Rogers: zio di Shaggy, molto amante degli scherzi.
- Shagworthy: zio di Shaggy, miliardario identico al nipote per aspetto e personalità. Come lui possiede un notevole appetito avendo scorte segrete di cibo nel suo castello.
- Nathaniel "Nat" Rogers: prozio di Shaggy, vive nella casa di famiglia a Boston.
- Beauregard: antenato di Shaggy dei tempi della Guerra Civile.
- Fearless Shagaford: zio di Shaggy, investigatore a capo della Fearless Detective Agency.
- Albert Shaggleford: zio di Shaggy, inventore di successo.
- Betty Lou Shaggbilly: cugina di Shaggy, proveniente dal sud.
- McBaggy Rogers: antenato di Shaggy, pellegrino sbarcato a Plymouth nel 1620 assieme a Yankee-Doodle Doo, antenato di Scooby.
- Tawny Rogers: cugina di terzo grado di Shaggy, proprietaria di un Ranch del selvaggio west. Appare nel film Scooby-Doo! Il fantasma del Ranch
- Chester Williams: zio di Shaggy, personaggio della saga a fumetti di Swamp Thing

Viene lasciato intendere che fra i suoi antenati vi sia a che Woodes Rogers.

### Relazioni sentimentali
Durante le varie incarnazioni della serie, Shaggy è l'unico personaggio della Mystery Inc. ad avere avuto più relazioni sentimentali:
- Nel film animato Scooby-Doo e gli invasori alieni, Shaggy conosce e si innamora di un'aliena di nome Crystal.
- Nel primo lungometraggio, Scooby-Doo, Shaggy (Matthew Lillard) si innamora di una ragazza di nome Mary Jane (Isla Fisher) e le chiede di uscire nel finale della pellicola.
- Nel film animato Scooby-Doo Abracadabradoo, Madelyne Dinkley, sorella minore di Velma, si innamora di lui e, sebbene all'inizio lui la respinga verso la fine comprende di condividere tale sentimento.
- Nella serie reboot Scooby-Doo! Mystery Incorporated, Shaggy e Velma sviluppano una reciproca attrazione che li porta a diventare una coppia, salvo poi lasciarsi a causa dell'amicizia del ragazzo con Scooby. Tale attrazione tra i due è presente anche nel film live, Scooby-Doo! La maledizione del mostro del lago, in cui arrivano a scambiarsi un intenso bacio e, capendo che non vi è chimica tra loro, decidono di rimanere solo amici.

## Doppiaggio
La prima voce di Shaggy, sia nella serie che nei film d'animazione, è stata Casey Kasem, che l'ha doppiato dal 1969 fino al 1997, successivamente Billy West e Scott Innes hanno dato voce al personaggio rispettivamente nel 1998 e tra il 1999 e il 2002, anno in cui il ruolo è tornato a Kaesem, che l'ha proseguito fino al 2009, venendo sostituito in alcune occasioni da Scott Menville tra il 2005 e il 2008. Dal 2010 il doppiaggio del personaggio è affidato a Matthew Lillard, che l'ha interpretato anche nei primi due film.

## Accoglienza

### Influenza culturale
Shaggy appare come un abile attaccabrighe e temerario mentre è ipnotizzato nel film Scooby Doo e la leggenda del Fantosauro e a causa di ciò è diventato oggetto di un meme Internet nel 2017 quando l'utente Midya di YouTube ha caricato "Ultra Instinct Shaggy" (Shaggy Ultra Istinto) giustapponendo una scena del film in cui Shaggy ha sconfitto da solo una banda di motociclisti con la colonna sonora Kyūkyoku no Battle di Akira Kushida presente in Dragon Ball Super. Questo in seguito ha generato numerose rappresentazioni di fan art di Shaggy come un essere sovrumano, così come screenshot di interviste dietro le quinte del film del 2002 con didascalie false che facevano sembrare che Matthew Lillard e il resto del cast stessero attestando l'"immenso potere" di Shaggy sul set. Il meme ha addirittura portato a una petizione su Change.org per aggiungerlo come personaggio DLC in Mortal Kombat 11, la cosa ha attirato l'attenzione del co-creatore della serie Mortal Kombat Ed Boon e Matthew Lillard. Pur non essendo stato introdotto nel gioco, Ultra Instinct Shaggy è apparso nella scena iniziale del film d’animazione Mortal Kombat Legends: Battle of the Realms.

## Altri media

### Cinema
Nel lungometraggio del 2002 Scooby-Doo e nel suo sequel del 2004 Scooby-Doo 2 - Mostri scatenati, Shaggy è interpretato dall'attore Matthew Lillard, mentre nei prequel del 2009 Scooby-Doo! Il mistero ha inizio e del 2010 Scooby-Doo! La maledizione del mostro del lago, da Nick Palatas.

### Videogiochi
Shaggy appare come personaggio giocabile, insieme a Scooby-Doo e la Mystery Machine, nel crossover LEGO Dimensions e nel videogioco MultiVersus.